# イタズラジャーニー
『イタズラジャーニー』は、フジテレビにて2022年10月15日から2024年9月28日まで毎週土曜18:30 - 19:00（JST）に放送されていた旅バラエティ番組。

## 概要
「旅に笑い（イタズラ）を!」というテーマを掲げながら、メインキャストとなる旅人に、かまいたち、チョコレートプラネットを据え、ツアーガイド役を渋谷凪咲（NMB48）が務める旅バラエティ番組。
旅のルールは1つだけ。「現場に知らされるガイダンス（指令）に従い行動する」。
旅の道中に様々な”イタズラ”が仕掛けられており、予測不能なハラハラドキドキの旅が展開される。なお、ガイド以外の出演者は旅の行程を知らない。またガイドもイタズラの詳細までは知らされず、稀にイタズラが仕掛けられたり、レギュラー陣とともにゲームに挑戦させられる場合もある。
2021年11月21日に『日バラ8』枠で特別番組として放送を開始し、2022年6月4日には『土曜プレミアム』枠で全国ネット第2弾が放送され、2023年1月7日にも『土曜プレミアム』枠で全国ネット第3弾が放送され、同年11月4日にも『土曜プレミアム』枠で全国ネット第四弾が放送された。
2021年から計2回放送された不定期特番はいずれも好評を博したため、 2022年10月15日よりレギュラー化され、『もしもツアーズ』の後継番組として毎週土曜18時30分から19時（JST、関東ローカル）に放送されている。
収録に関しては出演者のスケジュールもあるため、月1回だけ大掛かりな特番スタイルで収録し数週間に分けて放送するシーズン制旅番組となっている。
2024年秋改編で同時間帯に『ネタパレ』が放送されるため、当番組は2024年9月をもって終了することがフジテレビにより発表された。なお、同局の編成部長・中嶋優一は『特番として残していく可能性はあります』と言及している。

## 出演者

### レギュラージャーニー
- かまいたち（山内健司・濱家隆一）
- チョコレートプラネット（松尾駿・長田庄平）

### ガイド
- 渋谷凪咲（元NMB48[注 2]）- 第1回、第3回、第4回、レギュラー版
- 秋元真夏（当時乃木坂46）- 第2回

### ゲストジャーニー
レギュラーMCと共にイタズラを受ける立ち場としてゲスト出演。ただしスケジュールの都合で、途中参加・途中退席の場合がある。
- 後藤輝基（フットボールアワー）
茨城SP（2023年1月7日放送）
- ダイアン（ユースケ、津田篤宏）
秩父SP（2023年4月22日放送）
- 錦鯉（長谷川雅紀、渡辺隆）
山梨SP（2023年11月4日放送）

#### 代打
レギュラーMCが都合で収録不参加の場合に代わりに最初から最後まで参加する。
- 藤本敏史（FUJIWARA）
シーズン4[6]
- 春日俊彰（オードリー）
秩父SP （2023年4月22日放送）[7]

#### 27時間テレビ特別枠
FNS27時間テレビ内にて朝方から初の生放送となった。
- 千鳥（大悟、ノブ）
- 津田篤宏（ダイアン）[8]
（2023年7月23日放送）

### イタズラ劇団員
番組が仕込んでいる仕掛け人の芸人。基本はジャーニー達にイタズラを仕掛けたりゲームの進行などを務めるが、稀にイタズラを仕掛けられたり、ジャーニー達とイタズラをかけたゲームや対決に挑戦させられる場合もある。
主なメンバー
- トム・ブラウン
- 岡野陽一
- 酒井貴士（ザ・マミィ）
- やす子
- とにかく明るい安村
- 鬼越トマホーク

## 番組用語
ガイダンス
- 笛の音と共に蛙亭・中野周平の声で伝えられる。出演者はこのガイダンスに必ず従わなければならないが、このガイダンスに従った者がイタズラにかかるとは限らない。

イタズラ
- 選択形式でどれかがイタズラの場合や、ゲームをして負けた人がイタズラの場合などがある。

大玉
毎回オープニングや旅の道中に登場するイタズラ。大きな坂を大玉が転がってくるので、指名された1人が身を挺して大玉を止めなければならない。ごく稀に坂ではない場合や振り子のような大玉もある。
逆バンジー
これまで松尾しか受けたことがない。2本のロープで吊られて空中へと飛んでいく。
キャン玉
主に鹿の睾丸を用いる。9割以上当たる長田は、「キャン神」と呼ばれる。
キョンシー
仕掛けを発動させたら現れる。キョンシーの手には激クサスプレーがかかっており、仕掛けを発動させた人が襲われる。　
熱湯消毒
感染症対策のために熱湯で消毒をするイタズラ。普通の消毒液と一緒に置いてある
落とし穴
地面に穴を掘って、そこに特定の人を落とすイタズラ。
ウンコ
何かの動物の糞で、宝箱に入れられていて開けると激臭がする。
電気ナマズ
触っていると電気が流れる。ジャーニー達からは「アイツ」と呼ばれている。大小2匹を飼っている。
チケット
- ゲームで勝利した際や通常より過酷なイタズラを乗り越えた際にチケットを獲得。使用することでイタズラを上手く回避することができる。次のロケに持ち越してもOK。

身代わりチケット
自分がイタズラの対象になったときにこのチケットを使用し、他の人にイタズラを押しつけることができる。また、痛風によりアクティビティを辞退した濱家にイタズラを押し付けることができる「濱家身代わりチケット」も存在する。
イタズラ透視チケット
選択物のイタズラの際、「何がハズレなのか?」「それによって受けるイタズラは何なのか?」を知ることができる。ただし、選択肢の選択権は与えられない。
イタズラシェアチケット
使用すると自分が受けるイタズラを、他人とシェア（ゲテモノを一緒に食べる・大玉を一緒に受けるなど）することができる。
チケット横取りチケット
使用すると他人が持っているチケット1枚を自分の物にすることができる。
イタズラ無効チケット
使用すると受けるイタズラ1つを完全に無効化することができる。 イタズラ回避チャンスチケット
使用するとイタズラ回避をかけたゲームに挑戦。クリアすればそのイタズラを回避できる。
DEATHゲーム
- 料理やアクティビティの衣装選択の時などに行うイタズラ要素。選択肢が提示され、その中からイタズラが何なのかを見極めながら1人1つずつ選ぶ。セーフの物を選べば、美味しく料理を頂けたり快適にアクティビティを楽しめるが、イタズラの物を選べば、「ゲテモノを食べる」「料理を台無しにされる」「不利な衣装でアクティビティ」など悲惨な結末となる。イタズラ透視チケットを使えばどれがセーフかは分かるが選択肢選びの優先権はないためそこからは心理戦となる。

脳汁オークション
- 食事の時に行われるゲーム。岡野陽一と酒井貴士（ザ・マミィ）の2人が進行。お題となる料理に対し、「自分ならこの金額まで出せる」という値段を他人に見えないように書き提示。金額が高い方から1位はグレードの高い料理、3位であった人は通常の料理と美味しい料理を食べることが出来るが、2位と4位であった人は、イタジャニ特製イタズラ料理を食べることとなる。尚、どの順位になったとしても、自分が提示した金額は、必ず払わなければならない（払ったお金は寄付に回される）。

超至近距離ドッヂボール
- とにかく明るい安村扮する朝倉みるくが進行を務めるゲーム。至近距離でボールを投げ合って当てたり、キャッチしたりする。選択を決める際に決めるために行われる。対戦相手は指名形式で決まる。

漂流イタズラ劇団員
- イタズラのためのゲスト。名前の元ネタはオープニングテーマの「漂流劇団」。

イタジャニルーレット
- 誰がガイダンスに従うかで揉めたときに使われる。放送第1回にのみ登場した。前番組「もしもツアーズ」で使われた本物のもしツアルーレットを流用している。2本あった針を1本外し、名前部分もジャーニー達の名前に書き換えられている。

## 放送リスト

### パイロット時代
| #     | 放送日         | ロケ地 | イタズラ劇団員 | 備考                                          | 出典   |
| ----- | -------------- | ------ | --- | --------------------------------------------- | ------ |
| 第1回 | 2021年11月21日 | 栃木県 | 西原有紀 星誕期偉真智 鬼越トマホーク つまみ枝豆 とにかく明るい安村 岡野陽一 大西ライオン ジャガー横田 ハリウッドザコシショウ 鈴木亜美 エハラマサヒロ やす子 トム・ブラウン | 『日バラ8』枠（19:00 - 21:54）で放送。        | [ 9 ]  |
| 第2回 | 2022年06月04日 | 山梨県 | 岡野陽一 酒井貴士（ザ・マミィ） 渋谷凪咲 山添寛（相席スタート） 川原克己（天竺鼠） トム・ブラウン ZAZY お見送り芸人しんいち 井上咲楽 やす子 善し（COWCOW） ほんこん        | 『土曜プレミアム』枠（21:00 - 23:10）で放送。 | [ 11 ] |

### レギュラー時代

#### 2022年
|           | # | 放送日   | ロケ地        | イタズラ劇団員 | 備考 | 出典   |
| --------- | - | -------- | ------------- | --- | ---- | ------ |
| シーズン1 | 1 | 10月15日 | 愛知県 犬山市 | - |      | [ 12 ] |
| シーズン1 | 2 | 11月05日 | 愛知県 犬山市 | - |      | [ 13 ] |
| シーズン1 | 3 | 11月12日 | 愛知県 犬山市 | みちお（トム・ブラウン） 山崎静代（南海キャンディーズ） やす子 とにかく明るい安村 岡野陽一 酒井貴士（ザ・マミィ） |      | [ 14 ] |
| シーズン1 | 4 | 11月19日 | 愛知県 犬山市 | 岡野陽一 酒井貴士（ザ・マミィ） 山崎静代（南海キャンディーズ）                                                    |      | [ 15 ] |
| シーズン1 | 5 | 11月26日 | 愛知県 犬山市 | BBゴロー やす子                                                                                                   |      | [ 16 ] |
| シーズン2 | 6 | 12月03日 | 静岡県 下田市 | とにかく明るい安村 イルカ                                                                                         |      | [ 17 ] |
| シーズン2 | 7 | 12月17日 | 静岡県 下田市 | とにかく明るい安村 イルカ リリー（見取り図）                                                                      |      | [ 18 ] |
| シーズン2 | 8 | 12月24日 | 静岡県 熱海市 | 原口あきまさ やす子 くまだまさし 鈴木Q太郎（ハイキングウォーキング）                                              |      | [ 19 ] |

#### 2023年
|              | #  | 放送日   | ロケ地                                                 | イタズラ劇団員 | 備考                                                                    | 出典   |
| ------------ | -- | -------- | ------------------------------------------------------ | --- | ----------------------------------------------------------------------- | ------ |
| シーズン2    | 9  | 01月07日 | 静岡県 下田市 東伊豆町                                 | ニッチロー 金萬福 徳田耕太郎 ラモス瑠偉 | 通常枠（18:30 - 19:00）で放送。                                         | [ 20 ] |
| 茨城SP       | 10 | 01月07日 | 茨城県 石岡市 ひたちなか市 水戸市 東茨城郡             | みちお（トム・ブラウン） 岡野陽一 酒井貴士（ザ・マミィ） やす子 鬼越トマホーク                                                                            | 『土曜プレミアム』枠（21:00 - 23:10）で放送。                           | [ 21 ] |
| シーズン2    | 11 | 01月14日 | 静岡県 東伊豆町                                        | 徳田耕太郎 ラモス瑠偉 |                                                                         | [ 22 ] |
| シーズン2    | 12 | 01月21日 | 静岡県 三島市                                          | トム・ブラウン 岡野陽一 |                                                                         | [ 23 ] |
| 特別編       | 13 | 01月28日 | 『5ヶ月間のイタズラクエスト～未公開を求めて～』        | 『5ヶ月間のイタズラクエスト～未公開を求めて～』 | これまでの未公開映像を放送。                                            | [ 24 ] |
| シーズン3    | 14 | 02月04日 | 神奈川県 横浜市                                        | 河本準一（次長課長） かみちぃ、アタック西本（ジェラードン）                                                                                               |                                                                         | [ 25 ] |
| シーズン3    | 15 | 02月11日 | 神奈川県 横浜市                                        | ジャッキーちゃん 電撃ネットワーク アタック西本（ジェラードン） トム・ブラウン                                                                             |                                                                         | [ 26 ] |
| シーズン3    | 16 | 02月18日 | 神奈川県 横浜市                                        | 見栄晴 高千真穂 岡野陽一 酒井貴士（ザ・マミィ） |                                                                         | [ 28 ] |
| シーズン3    | 17 | 02月25日 | 神奈川県 横浜市                                        | 岡野陽一 酒井貴士（ザ・マミィ） とにかく明るい安村 やす子                                                                                                 |                                                                         | [ 29 ] |
| シーズン3    | 18 | 03月04日 | 神奈川県 横浜市                                        | やす子 とにかく明るい安村 10人ニキ（鈴木大輔） |                                                                         | [ 30 ] |
| シーズン4    | 19 | 03月11日 | 群馬県 みなかみ町                                      | とにかく明るい安村 |                                                                         | [ 31 ] |
| シーズン4    | 20 | 03月18日 | 群馬県 みなかみ町                                      | トム・ブラウン |                                                                         | [ 32 ] |
| シーズン4    | 21 | 04月01日 | 群馬県 みなかみ町                                      | とにかく明るい安村 ナガイワタル 岡野陽一 ペレ草田 |                                                                         | [ 34 ] |
| シーズン4    | 22 | 04月08日 | 群馬県 みなかみ町                                      | 岡野陽一 ダチョウ倶楽部 関町知弘（ライス） |                                                                         | [ 35 ] |
| シーズン4    | 23 | 04月15日 | 群馬県 みなかみ町                                      | 岡野陽一 関町知弘（ライス） 川原克己（天竺鼠） とにかく明るい安村 やす子 かみちぃ、アタック西本（ジェラードン）                                           |                                                                         | [ 36 ] |
| 秩父SP       | 24 | 04月22日 | 埼玉県 秩父市                                          | 岡野陽一 イワクラ（蛙亭） みちお（トム・ブラウン） とにかく明るい安村 やす子 アタック西本（ジェラードン） 和田まんじゅう（ネルソンズ） 関町知弘（ライス） | SP枠（18:30 - 21:00）で放送。                                           | [ 37 ] |
| 秩父SP       | 25 | 04月29日 | 埼玉県 秩父市                                          | 関町知弘（ライス） | 秩父SPの未公開映像を放送。                                              | [ 38 ] |
| 番外編       | 25 | 04月29日 | 東京都 立川市 立川中央病院                             | オカリナ（おかずクラブ） | 『春のメディカルジャーニー』 秩父SPに向けての前日譚収録のため濱家は参加 | [ 38 ] |
| 番外編       | 26 | 05月06日 | 東京都 立川市 立川中央病院                             | やす子 トム・ブラウン オカリナ（おかずクラブ） しゅんしゅんクリニックP みなみかわ 和田まんじゅう（ネルソンズ）                                            | 『春のメディカルジャーニー』 秩父SPに向けての前日譚収録のため濱家は参加 | [ 39 ] |
| 番外編       | 27 | 05月13日 | 『旅の思い出を振り返る安息ジャーニー』                 | 『旅の思い出を振り返る安息ジャーニー』 | メンバーとこれまでのイタズラを振り返り 番組への意見など話し合う         | [ 40 ] |
| 番外編       | 28 | 05月20日 | 『旅の思い出を振り返る安息ジャーニー』                 | 『旅の思い出を振り返る安息ジャーニー』 | メンバーとこれまでのイタズラを振り返り 番組への意見など話し合う         | [ 41 ] |
| シーズン5    | 29 | 05月27日 | 千葉県 木更津市                                        | 酒井貴士（ザ・マミィ） やす子 ケツ（ニッポンの社長） 岩橋良昌（プラス・マイナス）                                                                         |                                                                         | [ 42 ] |
| シーズン5    | 30 | 06月03日 | 千葉県 木更津市                                        | 岡野陽一 みちお（トム・ブラウン） やす子 |                                                                         | [ 43 ] |
| シーズン5    | 31 | 06月10日 | 千葉県 木更津市                                        | とにかく明るい安村 ラッキィ池田 |                                                                         | [ 44 ] |
| シーズン5    | 32 | 06月17日 | 千葉県 市原市                                          | 岡野陽一 酒井貴士（ザ・マミィ） |                                                                         | [ 45 ] |
| シーズン5    | 33 | 06月24日 | 千葉県 市原市                                          | 岡野陽一 |                                                                         | [ 46 ] |
| シーズン5    | 34 | 07月01日 | 千葉県 市原市 木更津市                                 | 岡野陽一 酒井貴士（ザ・マミィ） みちお（トム・ブラウン） やす子 ペレ草田                                                                                  | 番組後半はシーズン5の未公開映像を放送。                                 | [ 47 ] |
| シーズン6    | 35 | 07月08日 | 埼玉県 飯能市                                          | はなわ レギュラー チェリー吉武 鈴木奈々 |                                                                         | [ 48 ] |
| シーズン6    | 36 | 07月15日 | 埼玉県 飯能市                                          | トム・ブラウン |                                                                         | [ 49 ] |
| 27時間テレビ | 37 | 07月23日 | 東京都 お台場                                          | 津田きみ子 | FNS27時間テレビ内 コーナー枠（朝6:28頃 - 7:24頃）で初の生放送。         | [ 51 ] |
| シーズン6    | 38 | 07月29日 | 埼玉県 川越市                                          | 関町知弘（ライス） |                                                                         | [ 52 ] |
| シーズン6    | 39 | 08月05日 | 埼玉県 川越市                                          | 関町知弘（ライス） みちお（トム・ブラウン） 岡野陽一 酒井貴士（ザ・マミィ）                                                                               |                                                                         | [ 53 ] |
| シーズン6    | 40 | 08月12日 | 東京都 あきる野市                                      | やす子 みちお（トム・ブラウン） |                                                                         | [ 54 ] |
| シーズン6    | 41 | 08月19日 | 東京都 あきる野市                                      | やす子 みちお（トム・ブラウン） | 番組後半はシーズン6の未公開映像を放送。                                 | [ 55 ] |
| シーズン7    | 42 | 08月26日 | 神奈川県 湯河原町                                      | 酒井貴士（ザ・マミィ） |                                                                         | [ 56 ] |
| シーズン7    | 43 | 09月02日 | 神奈川県 湯河原町                                      | 岡野陽一 酒井貴士（ザ・マミィ） |                                                                         | [ 57 ] |
| シーズン7    | 43 | 09月02日 | 静岡県 熱海市                                          | 岡野陽一 酒井貴士（ザ・マミィ） |                                                                         | [ 57 ] |
| シーズン7    | 44 | 09月09日 | 岡野陽一 兼光タカシ（プラス・マイナス） 鬼越トマホーク | | [ 58 ]                                                                  |        |
| シーズン7    | 45 | 09月16日 | 鬼越トマホーク 布川ひろき（トム・ブラウン）            | | [ 59 ]                                                                  |        |
| シーズン7    | 46 | 09月23日 | トム・ブラウン やす子                                  | | [ 60 ]                                                                  |        |
| シーズン7    | 46 | 09月23日 | トム・ブラウン やす子                                  | 静岡県 伊東市 | [ 60 ]                                                                  |        |
| シーズン7    | 47 | 09月30日 | やす子 トム・ブラウン 片岡鶴太郎 鬼越トマホーク        | 番組後半はシーズン7の未公開映像を放送。 | [ 61 ]                                                                  |        |
| 番外編       | 48 | 10月07日 | Joshin 王子店                                          | かじがや卓哉 みちお（トム・ブラウン） | 番外編『家電ジャーニー』                                                | [ 62 ] |
| 番外編       | 49 | 10月14日 | Joshin 王子店                                          | かじがや卓哉 トム・ブラウン | 番外編『家電ジャーニー』                                                | [ 63 ] |
| シーズン8    | 50 | 10月21日 | 栃木県 日光市                                          | とにかく明るい安村 かりすま〜ず あゆ |                                                                         | [ 64 ] |
| シーズン8    | 51 | 11月04日 | 栃木県 日光市                                          | - |                                                                         | [ 65 ] |
| 山梨SP       | 52 | 11月04日 | 山梨県 南都留郡 富士吉田市                             | 鬼越トマホーク トム・ブラウン 片岡鶴太郎 やす子 とにかく明るい安村 マヂカルラブリー 堀井雄二 風船太郎 Mr.マリック                                         | 『土曜プレミアム』枠（21:00 - 23:10）で放送。                           | [ 66 ] |
| シーズン8    | 53 | 11月11日 | 栃木県 日光市 宇都宮市                                 | 岡野陽一 |                                                                         | [ 67 ] |
| シーズン8    | 54 | 11月18日 | 栃木県 日光市 宇都宮市                                 | 岡野陽一 やす子 |                                                                         | [ 68 ] |
| シーズン8    | 55 | 11月25日 | 栃木県 日光市 宇都宮市                                 | やす子 トム・ブラウン 鬼越トマホーク |                                                                         | [ 69 ] |
| シーズン8    | 56 | 12月02日 | 栃木県 日光市 宇都宮市                                 | やす子 鬼越トマホーク |                                                                         |        |
| 特別編       | 57 | 12月09日 | 山梨県                                                 | 鬼越トマホーク みちお（トム・ブラウン） とにかく明るい安村 マヂカルラブリー Mr.マリック                                                                   | 山梨SPの未公開映像を放送。                                              |        |
| 番外編       | 58 | 12月16日 | カンドゥー                                             | みちお（トム・ブラウン） チャーリー西村 | 番外編『お仕事体験ジャーニー』                                          |        |

#### 2024年
|            | #  | 放送日   | ロケ地                               | イタズラ劇団員                                                                    | 備考                                                                                          | 出典 |
| ---------- | -- | -------- | ------------------------------------ | --------------------------------------------------------------------------------- | --------------------------------------------------------------------------------------------- | ---- |
| 番外編     | 59 | 01月06日 | カンドゥー                           | トム・ブラウン                                                                    | 番外編『お仕事体験ジャーニー』                                                                |      |
| シーズン9  | 60 | 01月13日 | 神奈川県 足柄下郡箱根町              | -                                                                                 |                                                                                               |      |
| シーズン9  | 61 | 01月20日 | 神奈川県 足柄下郡箱根町              | スリムクラブ みちお（トム・ブラウン）                                             |                                                                                               |      |
| シーズン9  | 62 | 01月27日 | 神奈川県 足柄下郡箱根町              | みちお（トム・ブラウン） 岡野陽一 酒井貴士（ザ・マミィ） 岩本ナオヤ               |                                                                                               |      |
| シーズン9  | 63 | 02月03日 | 神奈川県 足柄下郡箱根町              | やす子                                                                            |                                                                                               |      |
| シーズン9  | 64 | 02月10日 | 神奈川県 足柄下郡箱根町              | やす子 トム・ブラウン 岡野陽一                                                    |                                                                                               |      |
| シーズン9  | 65 | 02月17日 | 神奈川県 足柄下郡箱根町              | やす子 トム・ブラウン 岡野陽一                                                    |                                                                                               |      |
| 番外編     | 66 | 02月24日 | 島忠ホームズ草加舎人店               | やす子 岡野陽一                                                                   | 番外編『ホームセンタージャーニー』                                                            |      |
| 番外編     | 67 | 03月02日 | 島忠ホームズ草加舎人店               | -                                                                                 | 番外編『ホームセンタージャーニー』                                                            |      |
| 番外編     | 68 | 03月16日 | dining&bar KITSUNE                   | 中野周平（蛙亭） 岡野陽一 酒井貴士（ザ・マミィ） ザ・たっち                       | 番外編『脳汁ネバーランド』                                                                    |      |
| 番外編     | 69 | 03月23日 | dining&bar KITSUNE                   | 中野周平（蛙亭） 岡野陽一 酒井貴士（ザ・マミィ） ザ・ぼんち ラモス瑠偉 ビトタケシ | 番外編『脳汁ネバーランド』                                                                    |      |
| 番外編     | 70 | 04月06日 | ベニースーパー佐野店                 | やす子                                                                            | 番外編『ライスジャーニー』                                                                    |      |
| 番外編     | 71 | 04月13日 | ベニースーパー佐野店                 | 岡野陽一                                                                          | 番外編『ライスジャーニー』                                                                    |      |
| 番外編     | 72 | 04月20日 | 日本料理 時たらず                    | 岡野陽一 酒井貴士（ザ・マミィ） みはる やす子 クールポコ。                        | 番外編『恵比寿ジャーニー』（天ぷら以心伝心ゲーム） 『脳汁ネバーランド』未公開映像             |      |
| シーズン10 | 73 | 04月27日 | 千葉県 鴨川市 南房総市 館山市 君津市 | 鬼越トマホーク                                                                    | 収録前半（73～75）でガイドの渋谷が体調不良で離れ、 後半（75～77）から酒井がガイド代役となる。 |      |
| シーズン10 | 74 | 05月04日 | 千葉県 鴨川市 南房総市 館山市 君津市 | みちお（トム・ブラウン）                                                          | 収録前半（73～75）でガイドの渋谷が体調不良で離れ、 後半（75～77）から酒井がガイド代役となる。 |      |
| シーズン10 | 75 | 05月11日 | 千葉県 鴨川市 南房総市 館山市 君津市 | スリムクラブ 岡野陽一 酒井貴士（ザ・マミィ）                                      | 収録前半（73～75）でガイドの渋谷が体調不良で離れ、 後半（75～77）から酒井がガイド代役となる。 |      |
| シーズン10 | 76 | 05月18日 | 千葉県 鴨川市 南房総市 館山市 君津市 | 岡野陽一 酒井貴士（ザ・マミィ）                                                   | 収録前半（73～75）でガイドの渋谷が体調不良で離れ、 後半（75～77）から酒井がガイド代役となる。 |      |
| シーズン10 | 77 | 05月25日 | 千葉県 鴨川市 南房総市 館山市 君津市 | 岡野陽一 酒井貴士（ザ・マミィ） トム・ブラウン                                    | 収録前半（73～75）でガイドの渋谷が体調不良で離れ、 後半（75～77）から酒井がガイド代役となる。 |      |
| シーズン10 | 78 | 06月01日 | 千葉県 鴨川市 南房総市 館山市 君津市 | 岡野陽一 鈴木もぐら（空気階段）                                                   | 収録前半（73～75）でガイドの渋谷が体調不良で離れ、 後半（75～77）から酒井がガイド代役となる。 |      |
| 特別編     | 79 | 06月22日 | 千葉県 鴨川市 南房総市 館山市 君津市 | 鬼越トマホーク                                                                    | シーズン9・10の未公開映像を放送。                                                             |      |
| シーズン11 | 80 | 06月29日 | 東京都 台東区浅草                    | -                                                                                 |                                                                                               |      |
| シーズン11 | 81 | 07月06日 | 東京都 台東区浅草                    | -                                                                                 |                                                                                               |      |
| シーズン11 | 82 | 07月13日 | 東京都 台東区浅草                    | 岡野陽一 関町知弘（ライス） 和田まんじゅう（ネルソンズ）                          |                                                                                               |      |
| シーズン11 | 83 | 07月27日 | 東京都 台東区浅草                    | 岡野陽一 関町知弘（ライス） 和田まんじゅう（ネルソンズ）                          |                                                                                               |      |
| シーズン11 | 84 | 08月03日 | 東京都 台東区浅草                    | ナイツ なべかずお(ビックボーイズ) 春風ふくた 青空三歩                             |                                                                                               |      |
| シーズン12 | 85 | 08月10日 | 愛知県 名古屋市 レゴランド・ジャパン | -                                                                                 |                                                                                               |      |
| シーズン12 | 86 | 08月17日 | 愛知県 名古屋市 レゴランド・ジャパン | トム・ブラウン                                                                    |                                                                                               |      |
| シーズン12 | 87 | 08月24日 | 愛知県 名古屋市 レゴランド・ジャパン | -                                                                                 |                                                                                               |      |
| シーズン12 | 88 | 08月31日 | 愛知県 犬山市                        | 岡野陽一 酒井貴士（ザ・マミィ）                                                   |                                                                                               |      |
| シーズン12 | 89 | 09月07日 | 愛知県 犬山市                        | 岡野陽一 酒井貴士（ザ・マミィ） トム・ブラウン                                    |                                                                                               |      |
| シーズン12 | 90 | 09月14日 | 愛知県 名古屋市                      | 岡野陽一 みちお（トム・ブラウン）                                                 |                                                                                               |      |
| 最終章     | 91 | 09月21日 | 東京都 港区台場                      | とにかく明るい安村 トム・ブラウン やす子                                          |                                                                                               |      |
| 最終章     | 92 | 09月28日 | 東京都 港区台場                      | とにかく明るい安村 ニッチロー 岡野陽一 酒井貴士（ザ・マミィ） トム・ブラウン      |                                                                                               |      |

## ネット局と放送時間
| 放送対象地域   | 放送局                    | 系列                          | 放送期間                        | 放送日時（JST）              | ネット状況 | 備考                                    |
| -------------- | ------------------------- | ----------------------------- | ------------------------------- | ---------------------------- | ---------- | --------------------------------------- |
| 関東広域圏     | フジテレビ（CX）          | フジテレビ系列                | 2022年10月15日 - 2024年9月28日  | 土曜 18:30 - 19:00           | 制作局     | 制作局                                  |
| 秋田県         | 秋田テレビ（AKT）         | フジテレビ系列                | 2022年10月15日 - 2024年9月28日  | 土曜 18:30 - 19:00           | 同時ネット |                                         |
| 山形県         | さくらんぼテレビ（SAY）   | フジテレビ系列                | 2022年10月15日 - 2024年9月28日  | 土曜 18:30 - 19:00           | 同時ネット | [ 注 4 ]                                |
| 石川県         | 石川テレビ（ITC）         | フジテレビ系列                | 2022年10月15日 - 2024年9月28日  | 土曜 18:30 - 19:00           | 同時ネット | [ 注 5 ]                                |
| 島根県・鳥取県 | さんいん中央テレビ（TSK） | フジテレビ系列                | 2022年10月31日 - 2024年9月28日  | 土曜 18:30 - 19:00           | 同時ネット | [ 注 6 ] [ 70 ]                         |
| 佐賀県         | サガテレビ（STS）         | フジテレビ系列                | 2022年10月15日 - 2024年9月28日  | 土曜 18:30 - 19:00           | 同時ネット |                                         |
| 熊本県         | テレビ熊本（TKU）         | フジテレビ系列                | 2022年10月30日 - 2024年9月28日  | 土曜 18:30 - 19:00           | 同時ネット | [ 注 7 ]                                |
| 静岡県         | テレビ静岡（SUT）         | フジテレビ系列                | 2022年10月25日 - 2024年10月19日 | 土曜 16:30 - 17:00           | 遅れネット | [ 注 8 ] [ 注 9 ]                       |
| 広島県         | テレビ新広島（tss）       | フジテレビ系列                | 2022年10月27日 -                | 火曜 0:25 - 0:55（月曜深夜） | 遅れネット | [ 注 10 ] [ 71 ] [ 72 ]                 |
| 沖縄県         | 沖縄テレビ（OTV）         | フジテレビ系列                | 2022年10月27日 -                | 土曜午後                     | 遅れネット | [ 注 11 ] [ 注 12 ] [ 注 13 ]           |
| 青森県         | 青森朝日放送（ABA）       | テレビ朝日系列                | 2022年10月30日 -                | 土曜 16:00 - 16:30           | 遅れネット | [ 注 14 ] [ 73 ]                        |
| 福島県         | 福島テレビ（FTV）         | フジテレビ系列                | 2022年11月5日 - 2024年12月3日   | 火曜 1:10 - 1:40（月曜深夜） | 遅れネット | [ 注 15 ] [ 注 16 ] [ 注 17 ] [ 注 18 ] |
| 鹿児島県       | 鹿児島テレビ（KTS）       | フジテレビ系列                | 2022年11月8日 -                 | 火曜 0:25 - 0:55（月曜深夜） | 遅れネット | [ 注 19 ]                               |
| 新潟県         | NST新潟総合テレビ（NST）  | フジテレビ系列                | 2023年1月8日 - 2024年10月6日    | 日曜 8:25 - 9:00             | 遅れネット | [ 74 ]                                  |
| 大分県         | テレビ大分（TOS）         | フジテレビ系列 日本テレビ系列 | 2023年1月14日 -                 | 土曜 9:55 - 10:25            | 遅れネット | [ 75 ]                                  |
| 岩手県         | 岩手めんこいテレビ（mit） | フジテレビ系列                | 2023年1月14日 - 2024年10月12日  | 土曜 12:00 - 12:30           | 遅れネット | [ 注 20 ] [ 76 ]                        |
| 北海道         | 北海道文化放送（uhb）     | フジテレビ系列                | 2023年3月11日 - 2025年3月15日   | 土曜 16:30 - 17:00           | 遅れネット |                                         |
| 山口県         | テレビ山口（tys）         | TBS系列                       | 2024年8月期                     | 木曜 1:27 - 1:57（水曜深夜） | 遅れネット | [ 77 ] [ 注 22 ]                        |
| 愛媛県         | テレビ愛媛（EBC）         | フジテレビ系列                | 2023年10月7日 -                 | 土曜 0:55 - 1:30（金曜深夜） | 遅れネット | [ 注 23 ]                               |
| 岡山県・香川県 | 岡山放送（OHK）           | フジテレビ系列                | 2023年10月8日 -                 | 日曜 1:15 - 1:50（土曜深夜） | 遅れネット |                                         |
| 長崎県         | テレビ長崎（KTN）         | フジテレビ系列                | 2023年10月11日 -                | 水曜 0:30 - 1:03（火曜深夜） | 遅れネット |                                         |
| 福岡県         | テレビ西日本（TNC）       | フジテレビ系列                | 2024年4月26日 -                 | 金曜 0:25 - 0:55（木曜深夜） | 遅れネット |                                         |
| 長野県         | 長野放送（NBS）           | フジテレビ系列                | 2024年4月30日 -                 | 月曜 0:30 - 1:00（日曜深夜） | 遅れネット | [ 注 24 ] [ 注 25 ]                     |
| 中京広域圏     | 東海テレビ（THK）         | フジテレビ系列                | 2024年5月18日 -                 | 土曜 10:25 - 11:25           | 遅れネット | [ 注 26 ]                               |

### 不定期ネット局
- 福井テレビ（FTB）
- 関西テレビ（KTV）[注 27][注 28]

### 過去のネット局
- 富山テレビ（BBT） - 初回から同時ネットで放送されていたが、2024年4月13日以降、自社制作番組『ダイブツのイマダ!』を当該枠で開始することになったため、同年4月6日放送分をもって打ち切り[78][注 29]。

## スタッフ

### レギュラー時代
- ガイダンス：中野周平（蛙亭）
- ナレーション：木村匡也
- 構成：永井ふわふわ、成瀬正人、渡辺佑欣（渡辺→2023年1月頃-）、関野樹
- TD：五十嵐陽
- CAM：山本健太、山脇吉記【週替り】
- 音声：村本達弥(也)
- 美術プロデューサー：三竹寛典
- アートコーディネーター：村瀬大
- 大道具：山本和成
- 装飾：乾川太志
- アクリル装飾：堀内重彰
- 特殊効果：菅谷守
- 特殊装置：枝茂孝
- 衣装：岡田夏海
- 持道具：鎌形奈津菜
- メイク：藤井陽子（2023年2月4日-）
- 編集：吉田裕樹
- MA：吉田肇
- 音響効果：久坂惠紹（2023年2月4日-）
- タイトル：.movs
- TK：水越理恵
- 編成：日高峻
- 広報：齋田悠
- 車両：TOP INDUSTRY（2023年2月頃-）
- 美術協力：フジアール
- 技術協力：スウィッシュ・ジャパン、fmt、Eno Studio、casinodrive、東京オフラインセンター、戯音工房（戯音工→2023年2月頃-）
- 協力：秋山メカステージ他
- AD：井戸田絵里加、木村拓人、渡辺花苗（渡辺→一時離脱→復帰）
- AP：本山麻美
- ディレクター：前川善郎、水口健司、板垣忠彦、石川隼、高橋純平、後藤慧、川口夏季、楠田健太、高畠大地、桐越慎二、中陳陽太、降川浩史、小山薫、藤原祥子、石岡孝利、吉川司【週替り】（前川・水口・高橋～川口・石岡→一時離脱→復帰）
- プロデューサー：島田源太郎、碓氷容子、和田健（和田→2023年7月頃-）
- 企画：武田誠司
- 総合演出：池田哲也
- チーフプロデューサー：松本祐紀
- 制作協力：UNITED PRODUCTIONS、K-max（K-ma→2022年12月頃-）、吉本興業
- 制作：フジテレビ編成総局バラエティ制作局（以前は編成制作局バラエティー制作センター）
- 制作著作：フジテレビ

### 特番時代
- ガイダンス：中野周平(蛙亭、第1回ではナレーション）
- ナレーション：木村匡也
- 構成：永井ふわふわ、成瀬正人、関野樹（永井・関野→第2回）
- TD：五十嵐陽
- CAM：山崎弘稀
- AUD：村本達弥
- 照明：安藤雄郎
- 美術プロデューサー：三竹寛典
- アートコーディネーター：村瀬大
- 大道具：山本和成（第2回）
- 装飾：乾川太志（第2回）
- アクリル装飾：堀内重彰
- 視覚効果：菅谷守（第1回では特殊効果、第2回）
- 特殊装置：枝茂孝（第1回では電飾、第2回）
- 衣装：岡田夏海
- メイク：櫻井菜々子（第2回）
- 編集：塩原祐弥（第2回）
- MA：吉田肇
- 音響効果：高島慎太郎、高津浩史
- タイトル：.movs（第1回ではCG、第2回）
- TK：水越理恵
- 広報：守田美穂
- 車輌：東名運輸、京北サービス、三和交通（東名以外→第2回）
- 美術協力：フジアール
- 技術協力：スウィッシュ・ジャパン、fmt、Eno Studio、casinodrive、東京オフラインセンター
- 協力：秋山メカステージほか
- AD：永野司、飯島歩美、齊藤未来（共に第2回）
- AP：安田真弓（第2回）
- ディレクター：水口健司、降川浩史、高橋順平、楠田健太、後藤慧、吉田渉／前川善郎（水口・降川・楠田→第1回-、高橋・後藤・吉田・前川→第2回）
- プロデューサー：島田源太郎、碓氷容子
- 企画：武田誠司（第1回では監修、第2回は企画）
- 総合演出：池田哲也
- チーフプロデューサー：松本祐紀
- 制作協力：UNITED PRODUCTIONS
- 制作：フジテレビ編成制作局制作センター第二制作室
- 制作著作：フジテレビ

過去のスタッフ
レギュラー時代
- 照明：安藤雄郎
- 音響効果：高津浩史、高島慎太郎
- 楽曲制作：齋藤資典（以前は音響効果）
- 編成：田村優介、水戸祐介
- 広報：守田美穂、小穴浩司
- Special Thanks：もしもツアーズ
- AD：眞城里奈、飯島歩美、永野司、山本由花、池添祐司、田中大和（田中→以前はAD→FD）、堺啓太
- FD：荻原卓也
- AP：狐崎海（2023年1月頃-）
- ディレクター：吉野裕二／吉田渉
- プロデューサー︰寺田裕、古賀太隆
- 制作協力︰D:COMPLEX

特番時代
- 構成：木南広明、近藤雄亮（共に第1回）
- VE：山中颯太（第1回）
- 大道具：村上公志（第1回）
- 装飾：千葉ゆり（第1回）
- メイク：鈴木優華（第1回）
- 編集：吉田裕樹（第1回）
- 編成：田村優介（第1回）
- 営業：門脇寛至（第1回）
- 車輌：コム（第1回）
- AD：辻下晄、植月春花、清田僚太、長谷川美穂、窪田藍、高木将哉、小川凌大、鎌田諒、藤岡実來（共に第1回）
- 制作進行：新井孝輔（第1回）
- AP：近藤未来、神野泰輔（共に第1回）
- ディレクター：米田唯一、内山真吾、鵜飼雅佳、高橋純平（共に第1回）
- プロデューサー：田村裕行、川島典子（共に第1回）